# Sanicula bipinnatifida
Sanicula bipinnatifida är en flockblommig växtart som beskrevs av David Douglas och William Jackson Hooker. Sanicula bipinnatifida ingår i släktet sårläkor, och familjen flockblommiga växter. Inga underarter finns listade i Catalogue of Life.

## Bildgalleri

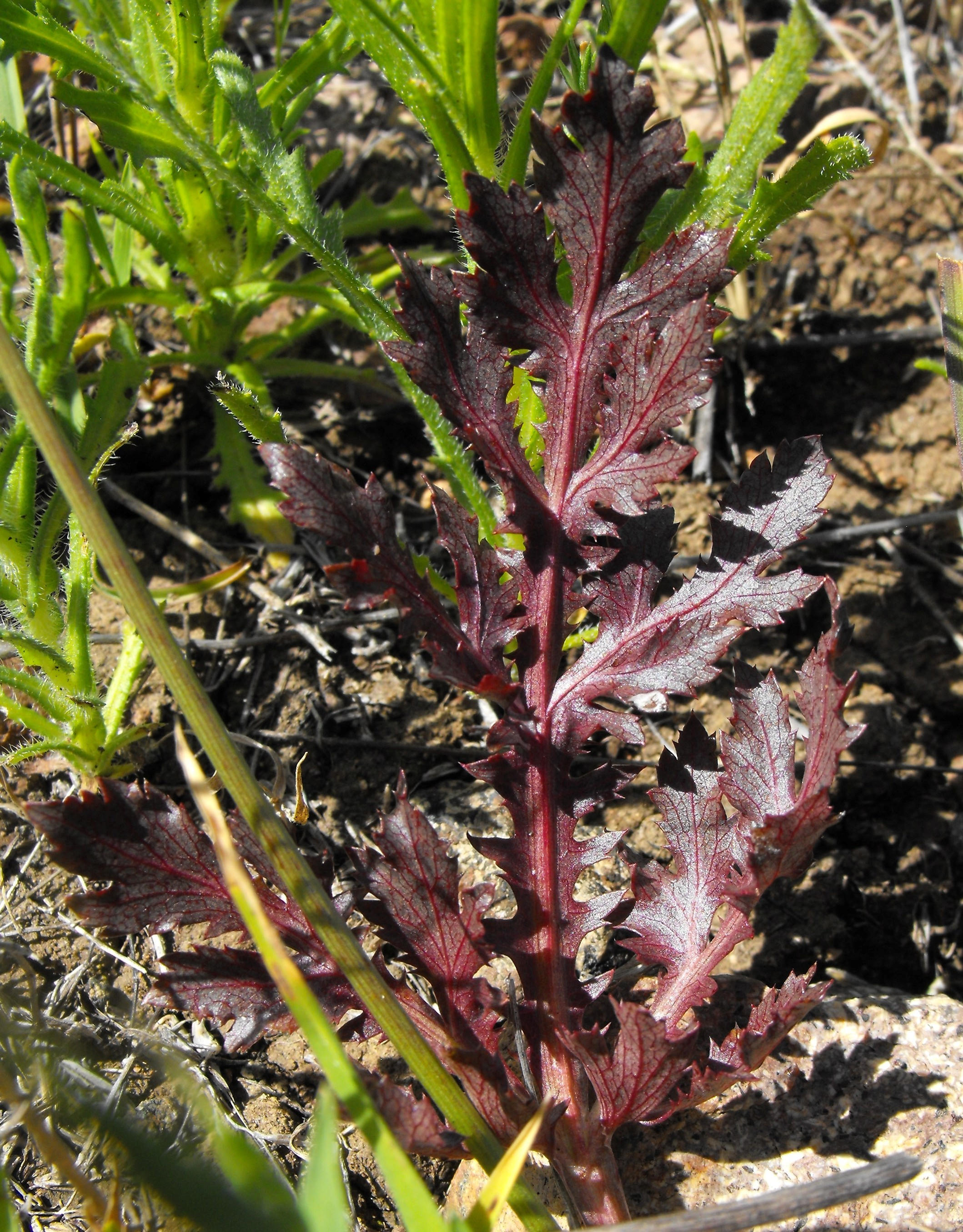
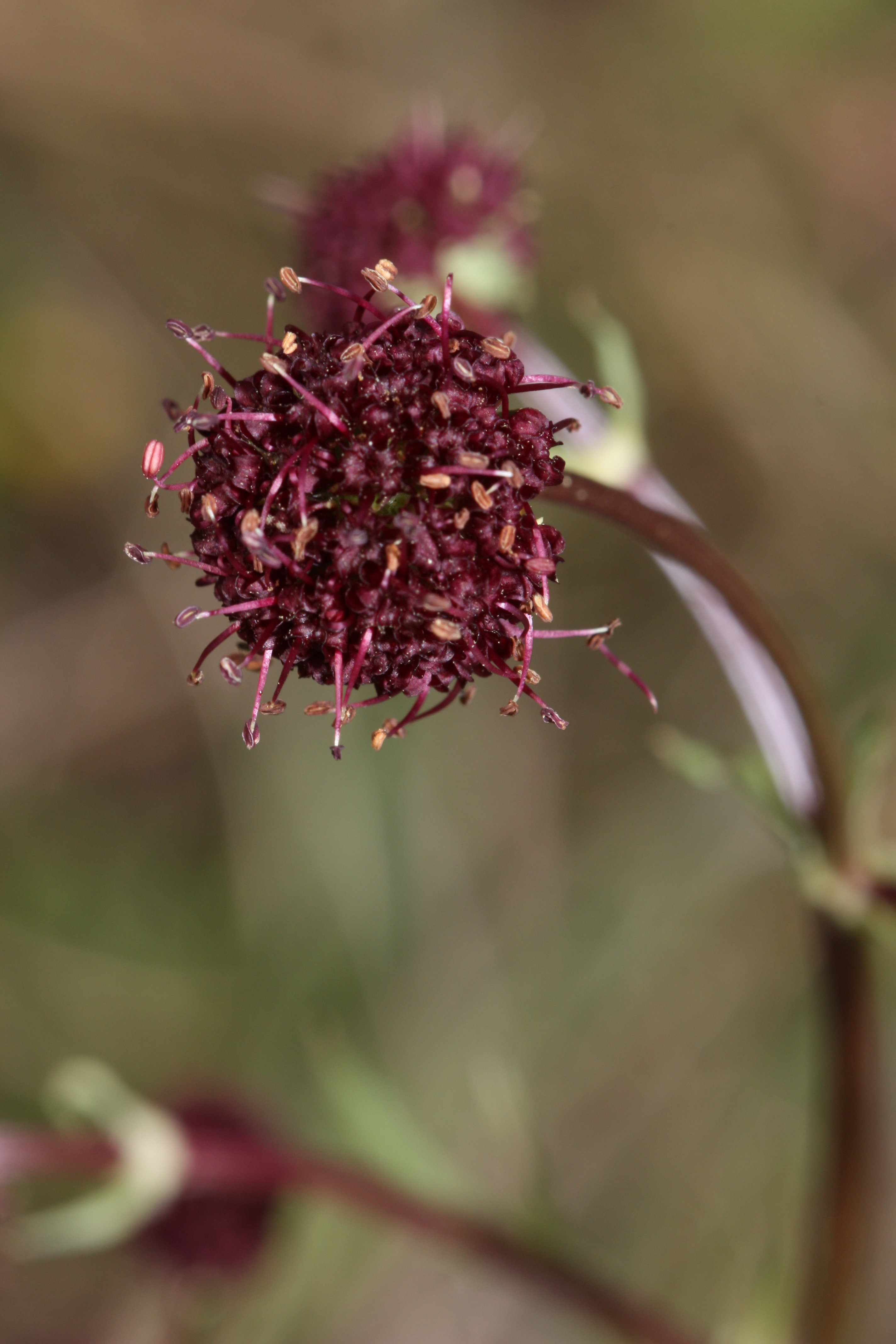
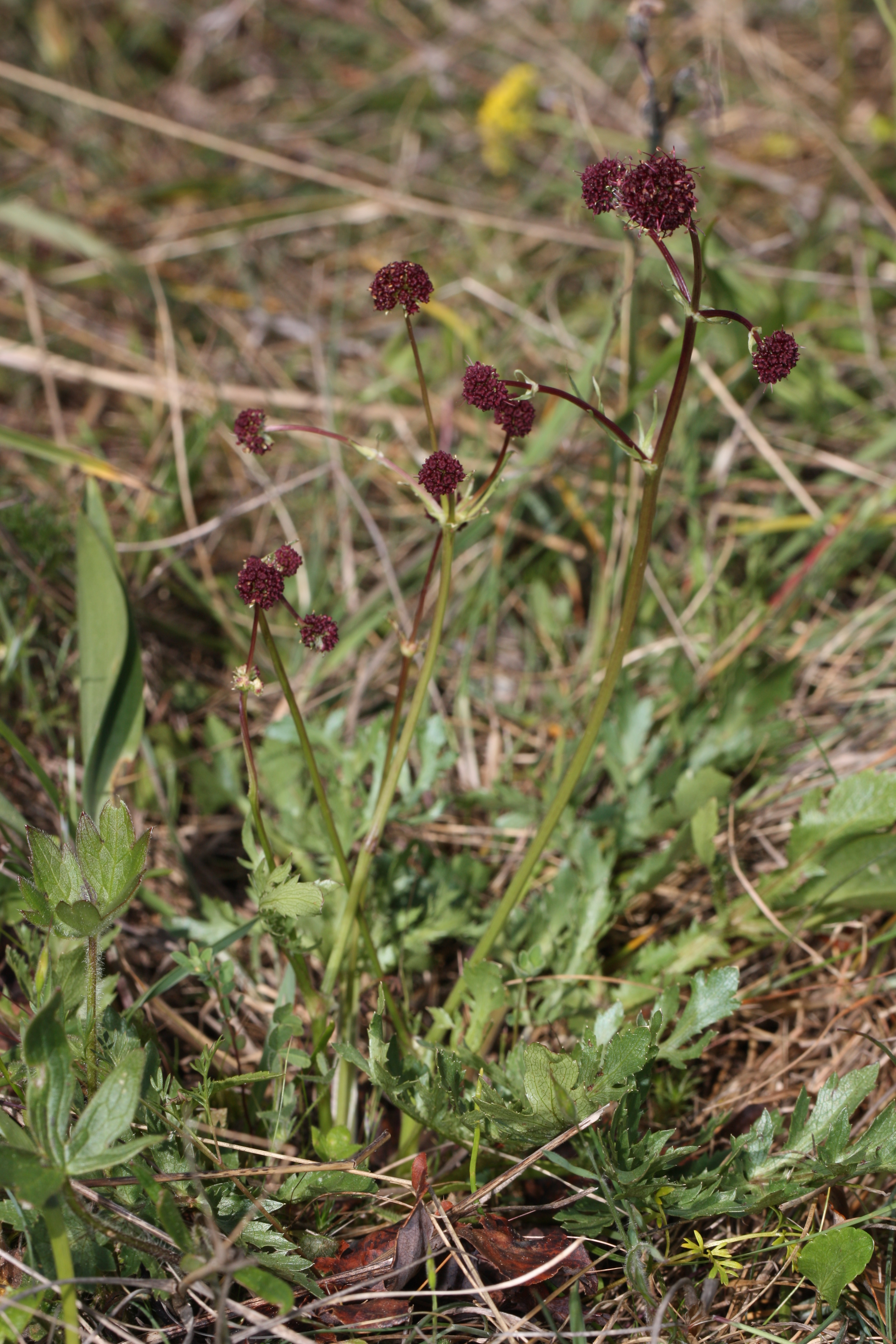
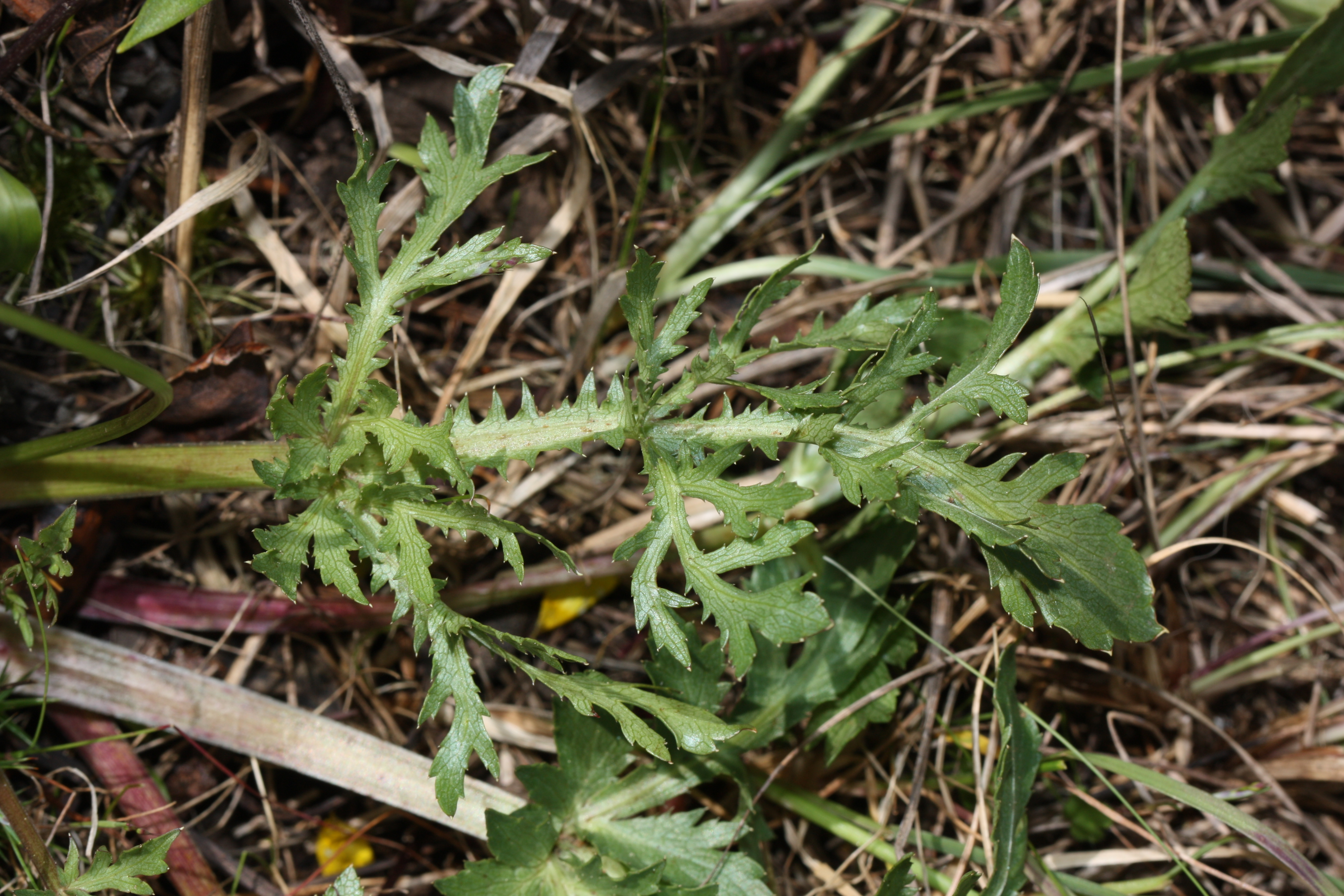
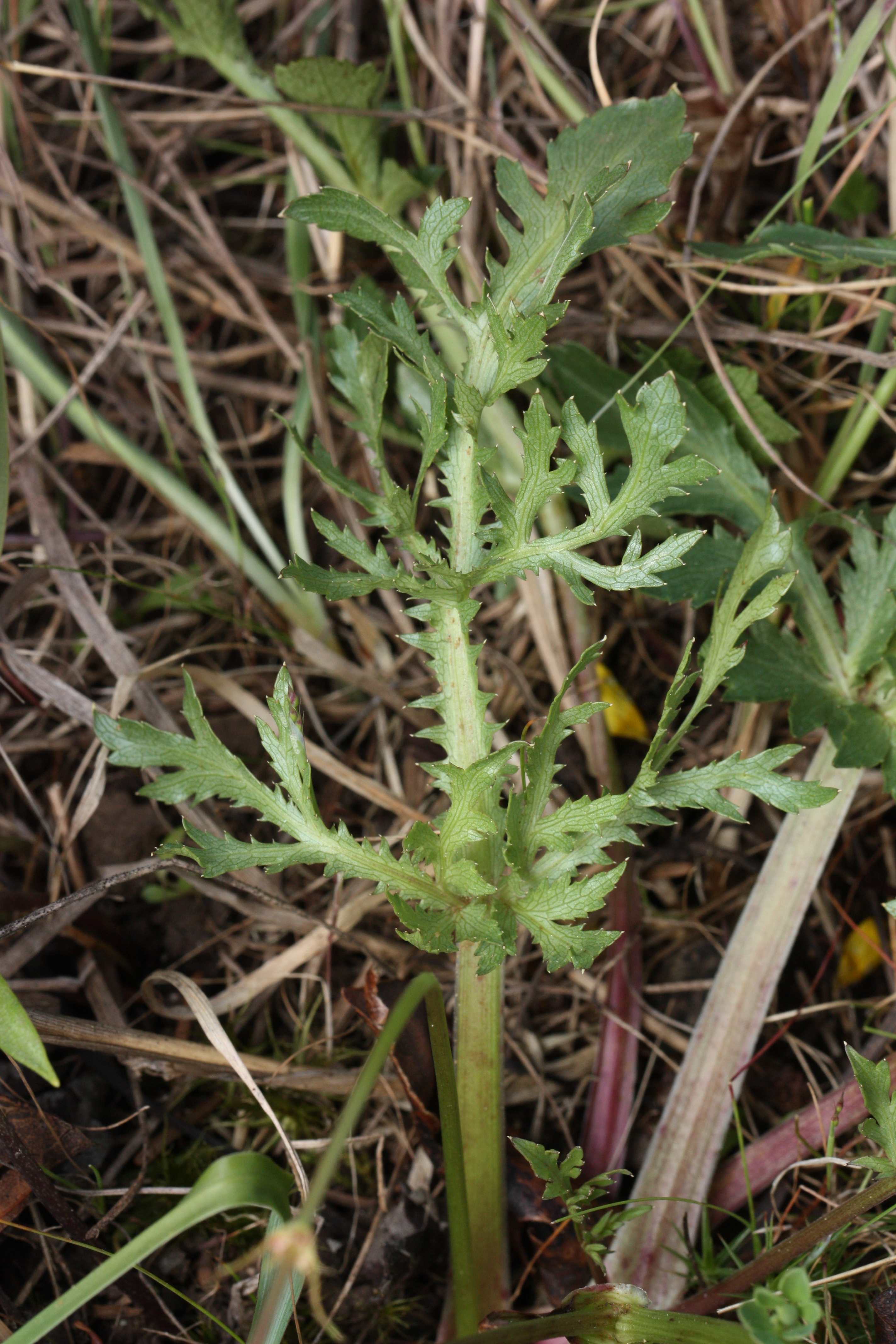
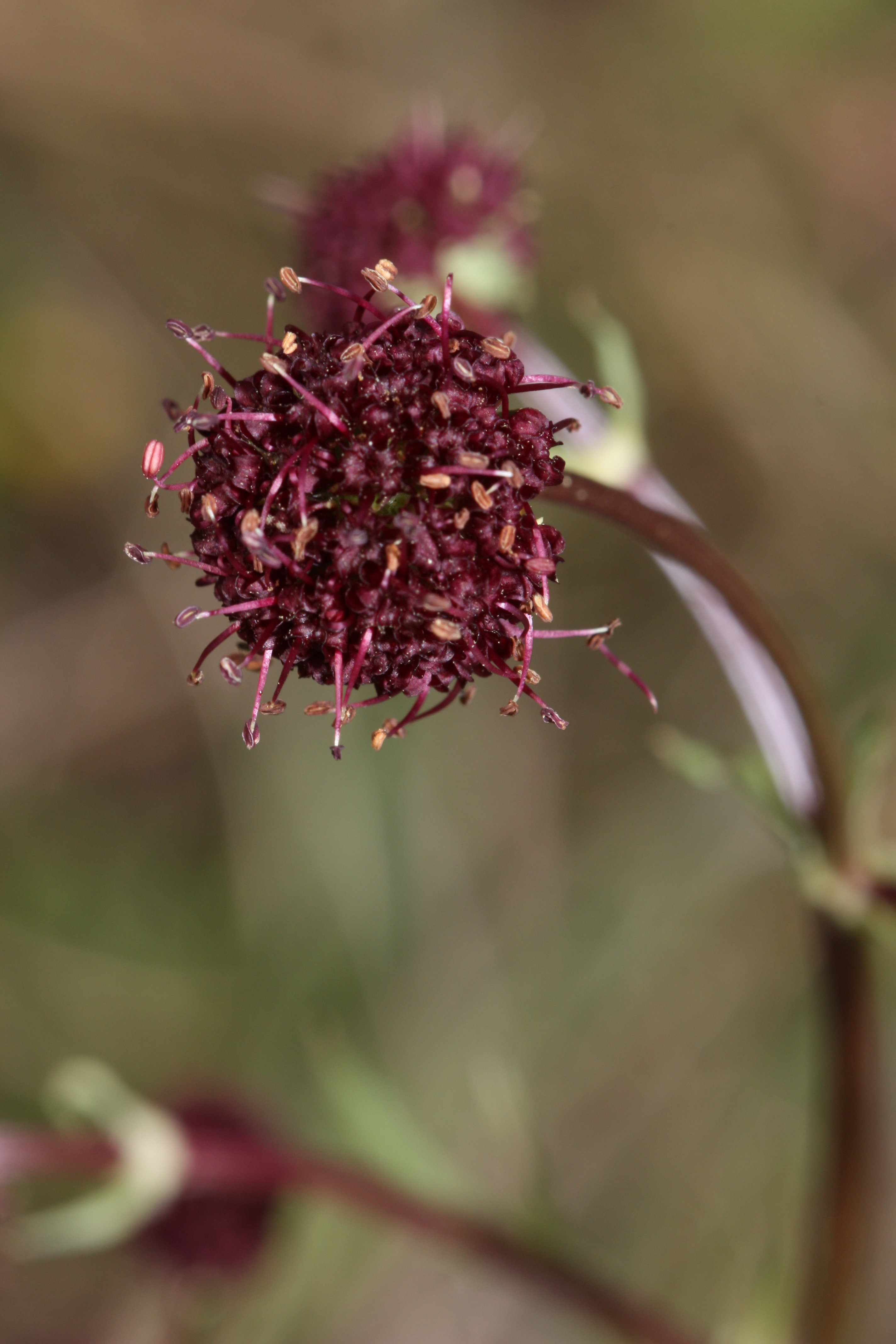